# C9 Entertainment
C9 Entertainment (tiếng Hàn: C9 엔터테인먼트) là một công ty giải trí Hàn Quốc được thành lập vào năm 2012 bởi Kim Dae-Soon. Công ty hoạt động như một hãng thu âm, công ty tài năng, công ty sản xuất âm nhạc và quản lý sự kiện.

## Nghệ sĩ
- Younha
- Juniel
- Lee Seok hoon
- Bae Jin-young
- Doko
- CIX
- Cignature
- Epex